# Clonidin
 
A clonidin (klonidin/clonidine) egy α2-adrenerg receptor agonista, melyet magas vérnyomás, figyelemhiányos hiperaktivitás-zavar (ADHD), elvonási tünetek (alkohol, ópiát, nikotin), menopauza kiváltotta hőhullámok (valamint heves kipirosodás és bőrpír rohamok), hasmenés és spaszticitás kezelésre használnak. A szer jól tolerálható és ma már gyakran használják detoxikálás segítésére. Terhesség és szoptatás esetén használata nem javasolt.
Több formában is elérhető, ilyen például a tabletta, az injekció vagy a bőrtapasz. Számos márkanév alatt forgalomba került (pl.: Catapres). 
1961-ben szabadalmaztatták, az orvoslában 1966 óta használják. Generikus gyógyszerként is elérhető. Az Egyesült Államokban 2019-ben a leggyakrabban felírt gyógyszerek listáján a 64. helyen szerepelt, több mint 11 millió alkalommal írták fel.

## Gyógyászati alkalmazása

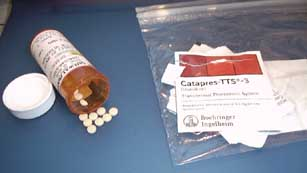
Clonidin tabletták és tapaszok

A clonidin egy szimpatolitikus gyógyszer, melyet leginkább artériás magasvérnyomás betegség, figyelemhiányos hiperaktivitási zavar (ADHD), szorongásos betegségek, migrén, menopauzális hőhullámok, hasmenés és bizonyos fájdalmak esetén alkalmaznak, illetve különböző elvonásos tünetek enyhítésére (alkohol, opioidok, dohányzás) szolgál.

### Rezisztens hipertónia
A clonidin hatékony lehet a vérnyomás csökkentésében a rezisztens magas hipertóniában szenvedő betegeknél. (A rezisztens hipertónia olyan magas vérnyomás, ami a célérték felett marad három különböző csoportba tartozó, magas vérnyomást célzó gyógyszer együttes használata ellenére is.)
A clonidin a pulzusszám lassításával hat, és a renin, az aldoszteron és a  katekolaminok koncentrációját csökkenti.

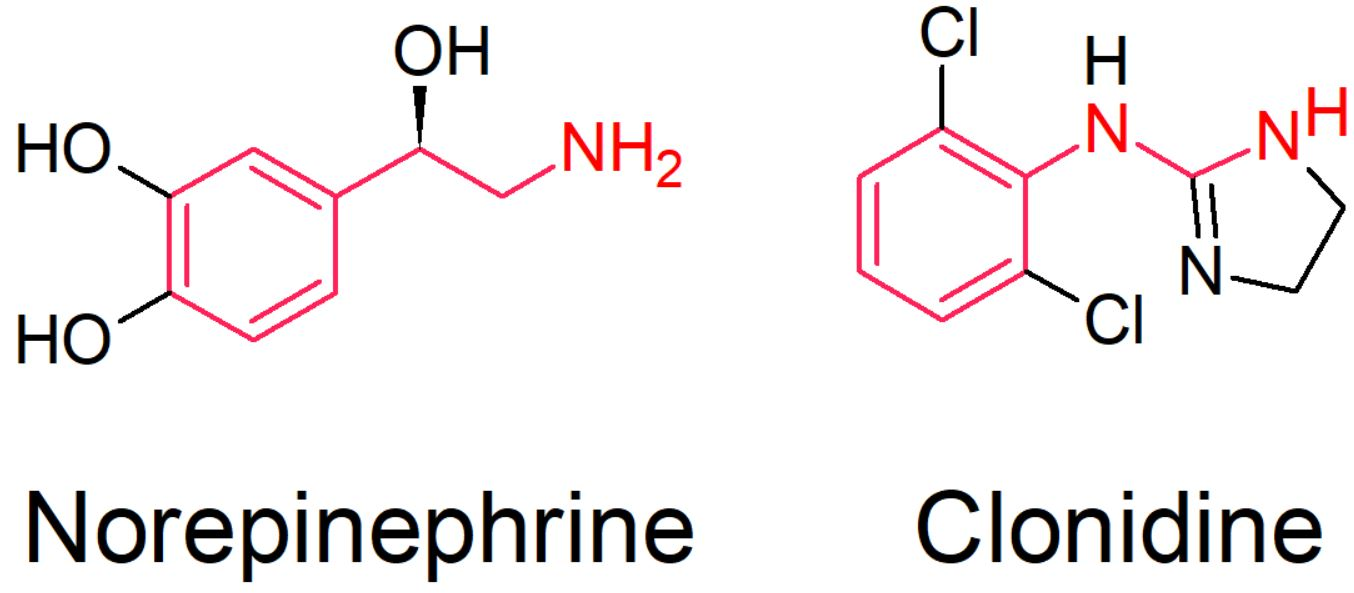
A norepinefrin neurotranszmitter és a clonidin szerkezetének összehasonlítása. Mindkettő az alfa-2 adrenoreceptorokhoz csatlakozik, a hasonlóságok pirossal jelölve.

### Figyelemhiányos hiperaktivitás-zavar
A clonidin egyeseknél javíthatja a figyelemhiányos hiperaktivitási zavar (ADHD) tüneteit. A clonidin alkalmazása elfogadott módszer az ADHD kezelésére többek között az ausztrál gyógyszerügynökség, a Therapeutic Goods Administration (TGA) által. A metilfenidát mellett még a clonidint is tanulmányozták az ADHD kezelésére. 
Bár a vizsgálatok alapján úgy tűnik, a metilfenidát hatékonyabb, a clonidin némi előnnyel jár, stimuláns gyógyszerekkel kombinálva is hasznos lehet.
Egyes tanulmányok szerint a clonidin nyugtatóbb hatású, mint a guanfacin.
ADHD-vel összefüggő alvászavarok csökkentésére is használták, a stimulánsok hatásának ellensúlyozására.

### Elvonási tünetek kezelésekor
A clonidin alkalmazható az opioidok, az alkohol, a benzodiazepinek és a nikotin hosszú távú használatának hirtelen felfüggesztésével járó elvonási tünetek enyhítésére. Az opioidok elvonási tüneteit enyhítheti a szimpatikus idegrendszeri válasz csökkentésével, mint például a tachycardia és a magas vérnyomás, a hiperhidrózis (túlzott izzadás), a hő- és hideghullámok és az akathisia. Az akathisia olyan mozgászavar, amelyet a belső nyugtalanság szubjektív érzése jellemez, a beteg nyugodt ülésre képtelen. Segíthet a dohányzásról való leszokásban. Mellékhatásai közé azonban néha álmatlanság is tartozhat, ami az elvonási tünetekkel küzdő betegek egyik gyakori problémája.
Azoknál a csecsemőknél, akik bizonyos kábítószereket, különösen opioidokat használó anyától születtek, a clonidin csökkentheti az újszülöttkori elvonási tünetek súlyosságát is. 
A clonidin a dexmedetomidin megvonás ritka eseteinek kezelésére is javasolható.

### Terhesség és szoptatás
A clonidin magas koncentrációban jelenik meg az anyatejben, óvatosság indokolt azoknál a nőknél, akik terhesek, terhességet terveznek vagy szoptatnak.

## Lehetséges mellékhatások
Mint minden gyógyszer, így a clonidin is okozhat mellékhatásokat, amelyek azonban nem mindenkinél jelentkeznek.
10 betegből több mint 1-et érint
- szédülés
- szájszárazság

10 betegből kevesebb mint 1-et érint
- alvászavarok
- fejfájás
- hányinger
- fáradtság

100 betegből kevesebb mint 1-et érint
- zsibbadás a kézben és a lábban
- viszketés, átmeneti bőrkiütés, csalánkiütés
- kényelmetlenség és fáradtság érzése ("rosszullét")

1000 betegből kevesebb mint 1-et érint
- mellnagyobbítás ("gynecomastia") férfiaknál
- száraz szemek
- szabálytalan szívverés
- orrnyálkahártya kiszáradása
- hajhullás
- vércukorszint emelkedése

10 000 betegből kevesebb mint 1-et érint
- zavartság, libidó elvesztése
- homályos látás
- alacsony szívverés

Használatának hirtelen felfüggesztése némely esetben elvonási tüneteket eredményezhet. Szájon át történő bevitelkor általánosságban egy felnőtt számára a maximum dózis 2,4 mg/nap, a nap több szakaszára elosztva.

## Története
1961-ben szabadalmaztatták, az orvoslában 1966 óta használják. Kezdetben vérnyomáscsökkentő gyógyszerként használták, ami Catapres néven került forgalomba.

## Készítmények
A clonidin számos márkanév alatt került forgalomba világszerte, ilyenek például: Arkamin, Aruclonin, Atensina, Catapin, Catapres, Catapresan, Catapressan, Chianda, Chlofazoline, Chlophazolin, Clonid-Ophtal, Clonidin, Clonidina, Clonidinã, Clonidine, Clonidine hydrochloride, Clonidinhydrochlorid, Clonidini, Clonidinum, Clonigen, Clonistada, Clonnirit, Clophelinum, Dixarit, Duraclon, Edolglau, Haemiton, Hypodine, Hypolax, Iporel, Isoglaucon, Jenloga, Kapvay, Klofelino, Kochaniin, Lonid, Melzin, Menograine, Normopresan, Paracefan, Pinsanidine, Run Rui, Winpress.

## Fordítás
Ez a szócikk részben vagy egészben  a   Clonidine című angol Wikipédia-szócikk fordításán alapul.  Az eredeti cikk szerkesztőit annak laptörténete sorolja fel. Ez a jelzés csupán a megfogalmazás eredetét és a szerzői jogokat jelzi, nem szolgál a cikkben szereplő információk forrásmegjelöléseként.